# Canal 1 (Israel)
Canal 1 (en hebreo: הערוץ הראשון o He'aruts Harishon; en español: El primer canal) fue un canal de televisión pública de Israel, bajo control de la Autoridad de Radiodifusión de Israel. Comenzó sus emisiones el 2 de mayo de 1968 y dejó de existir el 14 de mayo de 2017 para dar paso a un nuevo grupo, la Corporación de Radiodifusión Israelí. Su programación fue reemplazada unos días después con Kan 11.

## Historia

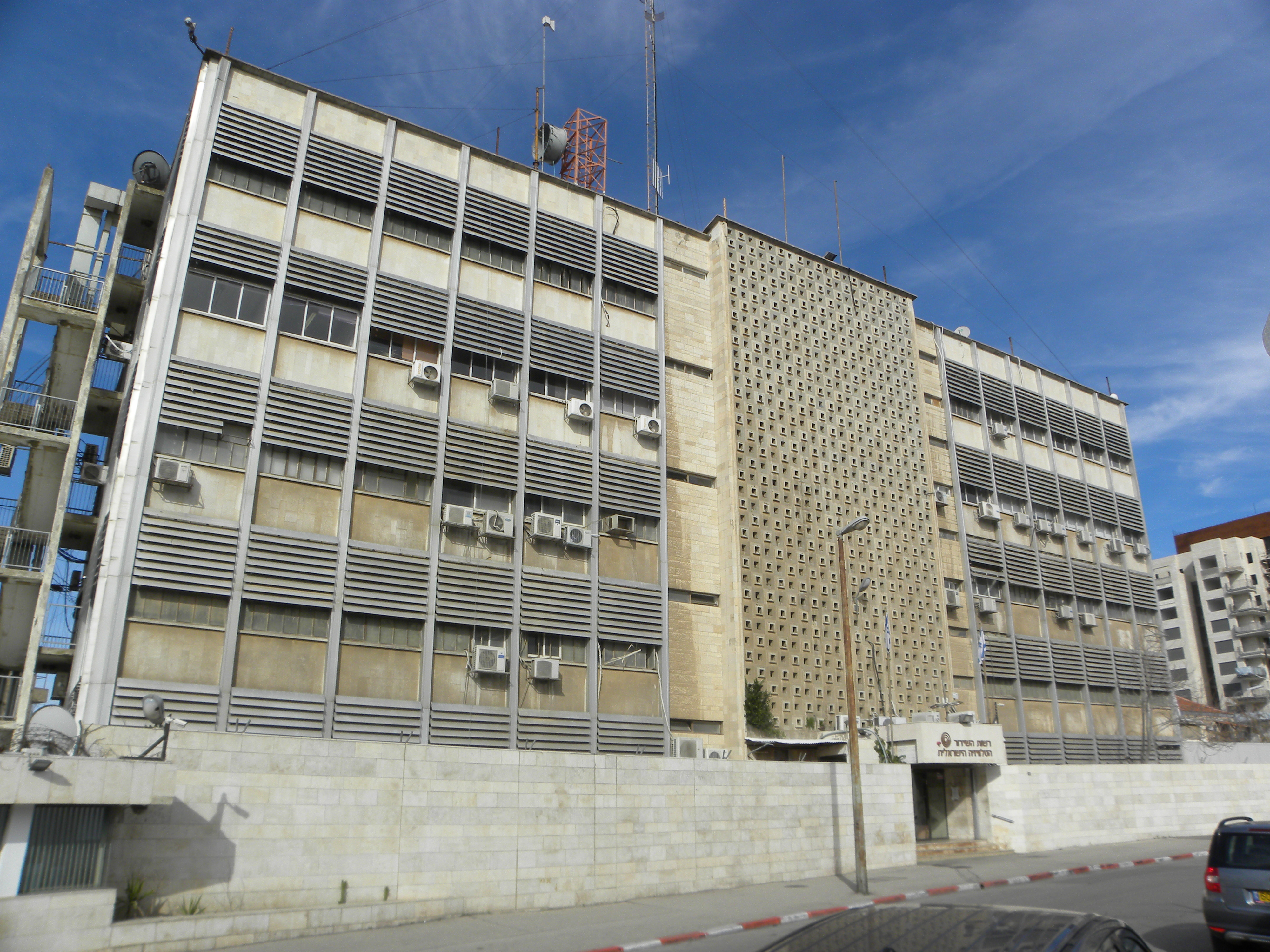
Oficinas del Canal 1 en Jerusalén.

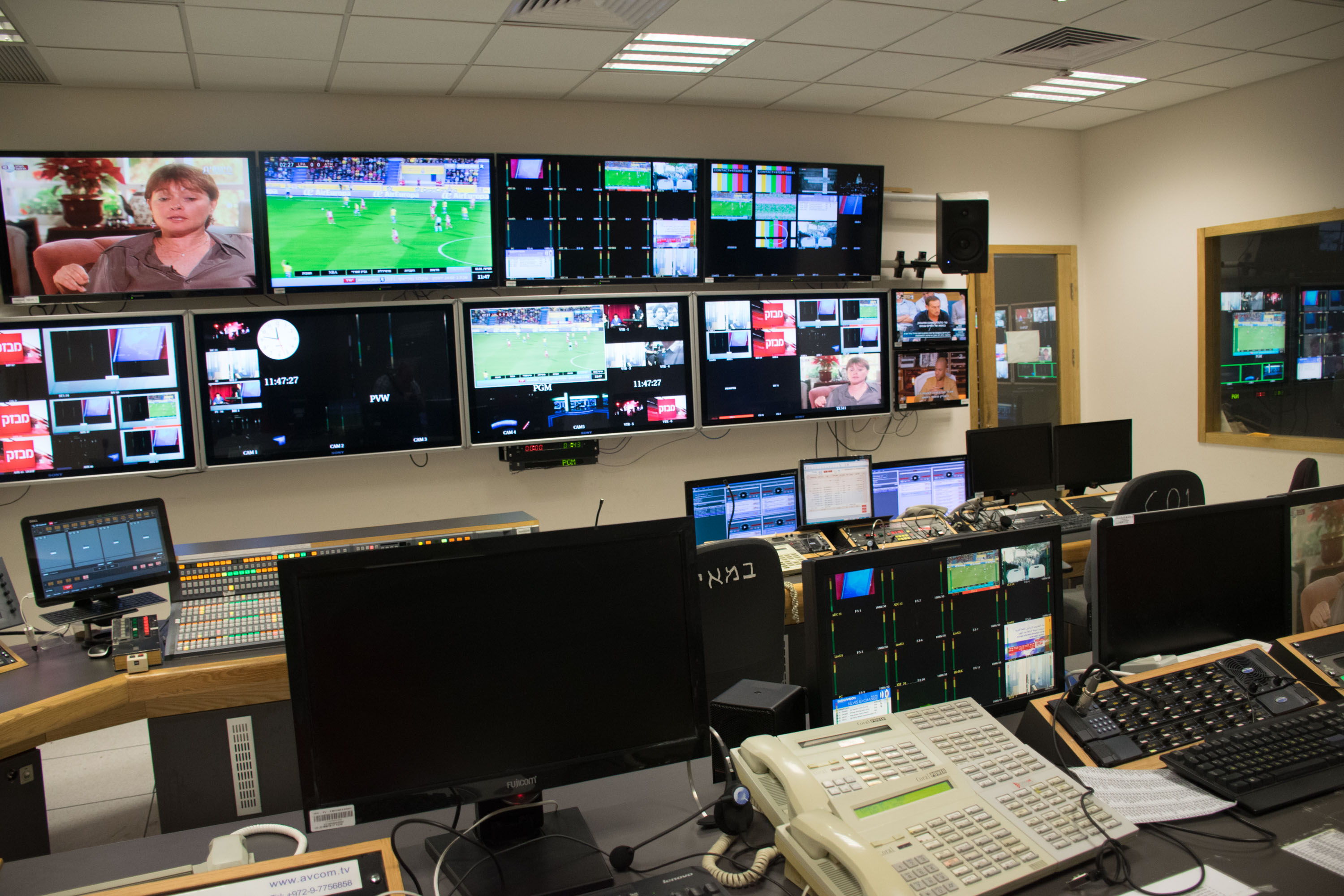

La Autoridad de Radiodifusión de Israel (IBA), fundada en 1965 en torno a las radios públicas del país, puso en marcha la televisión pública el 2 de mayo de 1968 bajo los nombres de «Televisión General» y «Televisión Israelí». Dicha emisora no fue la primera existente en Israel, pues en 1966 se había puesto en marcha otro canal público, la Televisión Educativa de Israel, que a partir de esa fecha compartiría franja de emisión con el Canal 1.
La Televisión Israelí transmitió todos sus programas en blanco y negro hasta el 13 de enero de 1982, cuando se iniciaron las emisiones en color. En los años 1970, el gobierno laborista consideraba que importar nuevos televisores sería negativo para la economía del país, así que estableció una práctica conocida como «mekhikon» (מחיקון) que eliminaba la señal en color en los programas que lo tuvieran. No obstante, Israel ya había realizado transmisiones en color como la visita oficial del presidente egipcio Anwar Sadat (1977) y el Festival de Eurovisión 1979, organizado en Jerusalén.
Cuando en 1993 se puso en marcha la televisión privada, la emisora pública cambió su nombre comercial por el de «Primer Canal» y enfatizó su labor de servicio público. Los programas con los que obtenía más audiencia eran el informativo Mabat, los partidos del Maccabi Tel Aviv en la Euroliga, los Juegos Olímpicos y el Festival de Eurovisión.
En la madrugada del 14 de mayo de 2017, la televisión pública cesó sus emisiones por el cierre de la IBA. Al día siguiente fue reemplazada por la nueva Corporación de Radiodifusión Israelí.